# Dorfkirche Dobbin

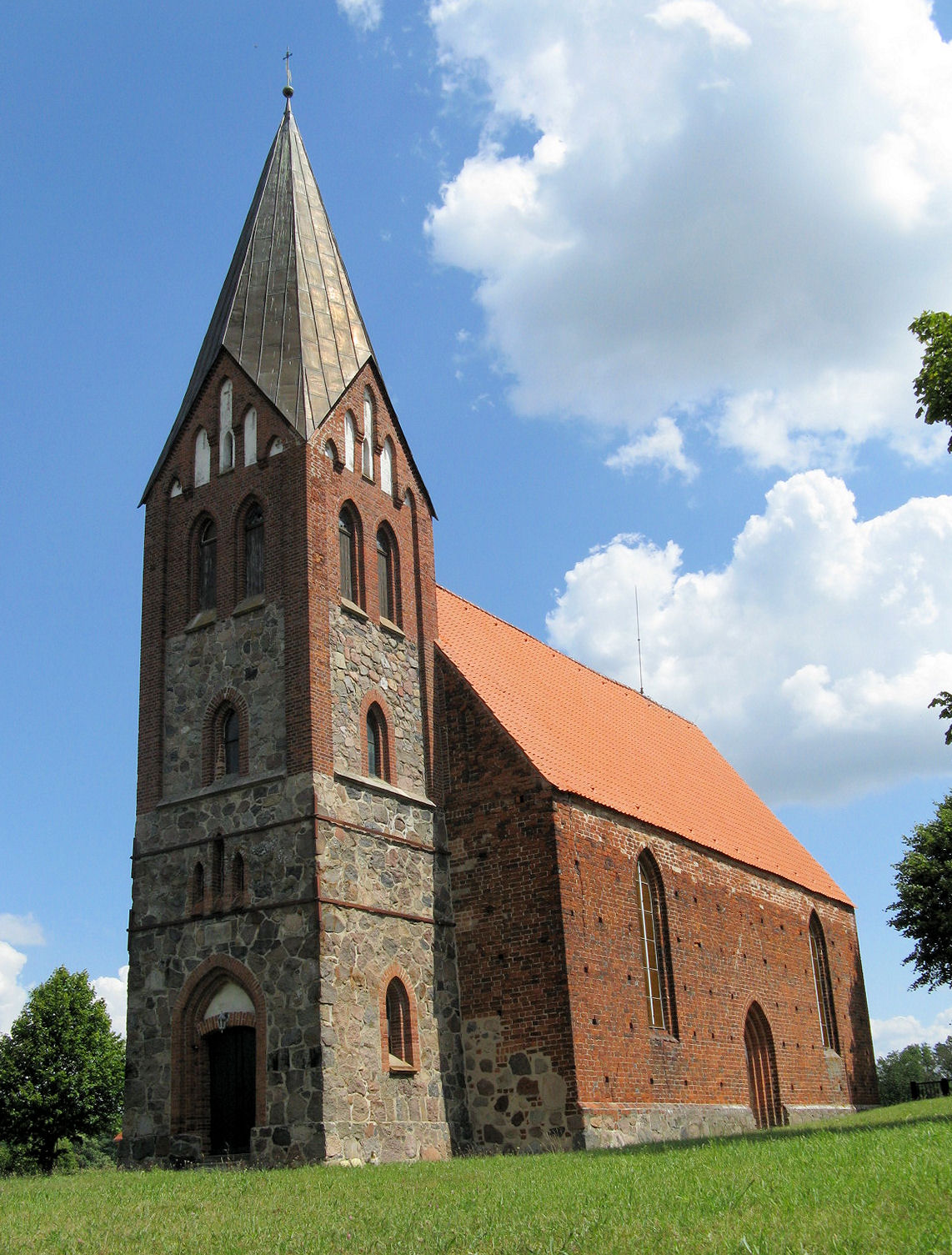
Dorfkirche Dobbin (2009)

Die Dorfkirche Dobbin ist eine Saalkirche in Dobbin-Linstow, Mecklenburg.

## Geschichte
In Urkunden findet sich Dobbin erstmals 1227. Schon um 1347 wurden die von Barold auf Dobbin erwähnt. Sie blieben 400 Jahre. Zwischen 1237 und 1274 soll Dobbin mit seinem Umland durch die Pröpste Theodorius und Oldaricus vom Kloster Dobbertin verwaltet worden sein.
Der letzte katholische Geistliche war Urban Schwassmann, der 1527 verschwand. In alten Kirchenakten wird er als Dieb und Kirchenbrecher genannt, weil er katholisch blieb, Kirchengüter mitnahm und das Gebäude teilweise zerstörte. Der verbliebene Wald- und Ackerbesitz der Pfarre Dobbin war sehr groß, so dass sich der machtbesessene Priester Johann Babe aus Kieth gegen fürstliche Erlaubnis in die herrenlose Pfarre setzte. „Sein Ruf war nicht fein, war ein fanatischer Papist und ein schwieriger Mensch.“
Nach Ausweis des Visitationsprotokolls von 1534 gehörte die Dobbiner Kirche im Mittelalter zum Güstrower Archidiakonat und zum Bistum Cammin. Der Güstrower Propst setzte damals Johann Domer als Kirchherrn ein. Das Kirchlehn war landesherrlich und wurde durch die herzoglichen Vögte vergeben. Im Visitationsprotokoll der Kommission des Amtes Goldberg vom 4. Oktober 1557 ist zu lesen: „Die Wedeme, die Pfarre ist ganz verwüstet und wird bald auf einen Haufen fallen.“ Da der Brief zur Anmeldung aus Goldberg zu spät eintraf, war von den Baroldt keiner anwesend. Auch Herzog Ulrich kümmerte sich 1567 um die Zustände in Dobbin. Er schenkte der Kirche eine deutsche Bibel, die noch 1625 im Inventarverzeichnis aufgeführt war, und mahnte des Öfteren die Patronatsfamilie von Baroldt.
Im Dreißigjährigen Krieg flohen der Pfarrer und die letzten sechs Bauern 1637 nach Krakow. Die Dobbiner Parochie, die Kirche und das Dorf wurden vom Krieg stark mitgenommen. Danach war die Pfarrstelle fast 26 Jahre vakant. Das Kirchenpatronat hatten Moritz und Ulrich Wedige von Walsleben an sich genommen. Trotz „seiner kümmerlichen Gesundheit“ wurde Heinrich Alwardt 1663 zum eigenen Pastor nach Dobbin bestellt; er schaffte es noch fünf Jahre.
In den Wirren zwischen Karl Leopold (Mecklenburg) und dem für ihn von Kaiser und Reich als Administrator eingesetzten Herzog Christian Ludwig II. wurde bei der Berufung des Pastors Paschen Hane 1737 gänzlich übersehen, dass der Major Christoph August von Barold das Dobbiner Kirchenpatronat usurpiert hatte. Dobbin war bis 1746 Stammsitz der Barold. Danach übernahm als Universalerbe der Königlich dänische Generalmajor Hans Adolf von Lepel das Dorf mit der Kirche Dobbin und prozessierte 1758 mit Herzog Friedrich um das Kirchenpatronat, das er verlor.
Als selbstständige Pfarre wurde Dobbin wegen schlechter Dotierung aufgegeben. Die Kirche wurde ab 1766 von Kieth aus verwaltet und nach Johann Christoph Bührings Tod 1788 mit der Kirche in Serrahn vereinigt. Erst 1871 kam die Dobbiner Kirche wieder zu Kiether Kirche mit dem dortigen Pastor Johannes Hurtzig.
Das Patronat mit der Baulast übernahm der Domänenrat Georg Philipp von Brocken. Von 1901 bis 1934 hatte das Niederländische Königshaus außer dem Schloss auch das Kirchenpatronat in Dobbin.
Vor und nach dem Ersten Weltkrieg kam es zu mehreren Veränderungen in der Kirche. Am 8. August 1913 hatte Heinrich, Prinz der Niederlande und Herzog zu Mecklenburg im Beisein des Oberbaurats Friedrich Pries vom Staatshochbauamt Mecklenburg-Schwerin während der Besichtigung der Kirche in Dobbin seine Wünsche zur Versetzung des Altars, zur Erneuerung der Fenster, zur Verlegung der Sakristei und zur Herstellung eines neuen Einganges zur von Brocken’schen Kapelle geäußert, die nach Begutachtung durch die Großherzogliche Kommission zur Erhaltung der Denkmäler zu Schwerin 1914 durch das Distriktsbauamt umzusetzen waren.

## Baugeschichte
Ein urkundlicher Nachweis über die Bauzeit fehlt. Der längsrechteckige, ein Oblongum bildende, Backsteinbau wurde wahrscheinlich schon Ende des 13. Jahrhunderts, spätestens Anfang des 14. Jahrhunderts errichtet. Im Dreißigjährigen Krieg wurden Dobbin und seine Kirche 1637 verwüstet. Über Jahrzehnte unbesetzt, war auch ihr hölzerner Turm zerfallen. An der später wieder aufgebauten Kirche erfolgten ab 1872 im Innern und an den äußeren Fassaden eingreifende Veränderungen. Am Westgiebel wurde ein 28,5 Meter hoher schlanker Kirchturm aus Feldsteinen in den unteren Geschossen und aus Backsteinen im oberen Geschoss vorgesetzt.
Während der Patronatszeit des Niederländischen Königshauses von 1901 bis 1934 und nach dem Tode von Prinz Heinrich wurden diverse Veränderungen des Kircheninnern vorgenommen. Bauzeichnungen für eine neue Einrichtung und eine neue Sakristei fertigte 1913 der Oberbaurat Friedrich Pries. Zum Andenken an ihren verstorbenen Gemahl wünschte Königin Wilhelmina, dass der gotische Altar aus katholischen Zeiten durch ein in Oberammergau geschnitztes Kruzifix ersetzt würde. Da die Aufstellung ausblieb, sollten der Dobbiner Hausmarschall von Bülow und Pastor Theek aus Kieth diese Veränderungen veranlassen. Nach einer Ortsbesichtigung am 24. Juni 1936 durch Oberkirchenrat Georg Krüger-Haye und den Denkmalpfleger Oberbaurat Adolf Friedrich Lorenz lehnte der Landesdenkmalpfleger Walter Josephi die Entfernung des Schnitzaltars schon am 25. Juni 1936 ab.
Aus der Zeit nach dem Zweiten Weltkrieg bis 1983 sind nur wenige Veränderungen bekannt; die zunehmenden Schäden an Kirchturm, Dach und Fassaden waren jedoch augenfällig. 1983 wurden die kaputten Fenster durch Holzrahmen mit Profildrahtglas geschlossen. An den beiden unteren Turmgeschossen kam es durch den schlechten Verbund der nur äußerlich bearbeiteten Feldsteine, den über Jahre erfolgten witterungsbedingten Mörtelauswaschungen und den fehlenden Ringankern zu lotrechten Rissbildungen, die zum Einsturz des Turmes hätten führen können. Noch 1986 wurden das Glockenläuten eingestellt und die Sicherungsmaßnahmen in Eigenleistung durchgeführt. In der Kirchenchronik ist dazu zu lesen: „Herr Böhnke, der Baubeauftragte, machte mich auf eine Gefahr aufmerksam: Der Kirchturm war gerissen und hätte einstürzen können. Er ist im unteren Teil aus Feldsteinen gemauert und dort zu schlank. Der Mörtel war herausgefallen und Risse zogen sich komplett hindurch. Eine Maurerbrigade schmierte alle Risse zu und drückte den Mörtel so weit hinein, wie sie mit ihren Armen und schmalen Kellen kamen. Von außen sah der Turm danach intakt aus, doch musste er nun mit Eisenschienen eingefasst und gesichert werden. Damit ist das Problem nicht wirklich gelöst, sondern nur in die Zukunft weitergereicht.“
Im Frühjahr 1990 richtete ein Orkan im Dorf und an der Kirche schwere Schäden an. Der mit Schiefer eingedeckte Turmhelm wurde stark beschädigt. Durch unterbliebene Dachreparaturen wurde auch das Kirchendach über die gesamte Länge im Firstbereich abgedeckt. Bis die Finanzierung gesichert war und die komplette Neueindeckung des Kirchendaches erfolgen konnte, regnete es voll in die Kirche. Neben der Dachstuhlsanierung erfolgte nach der Turmeinrüstung bis zur Turmspitze die Neueindeckung mit Kupferplatten. Die Fenster erhielten 2014 eine schlichte Bleirautenverglasung mit Klarglas.
Eine innere Renovierung des Kirchenraumes und die Reparatur oder ein Neubau der Orgel stehen noch aus.

## Baubeschreibung

### Äußeres
Der längsrechteckige Kirchenbau ist als Backsteinbau auf einem Fundament aus Granitsteinen erbaut. Die Fassaden haben keinen außergewöhnlichen Schmuck. Die gesamte Südfassade wird neben zwei langgestreckten Spitzbogenfenstern und einem mittig angeordneten rundbogigen Eingangsportal mit einfachen, rechtwinklig eingehenden Wandungen nur durch fünf Reihen mit den alten Rüstlöchern aus der Erbauungszeit aufgelockert. Das Satteldach wurde 1991 mit Hohlpfannendachziegeln neu eingedeckt. An der Nordfassade befinden sich noch Reste eines glasierten Frieses in Vierpassform. Nach Westen liegen zwei langgestreckte Spitzbogenfenster. Das Giebeldreieck der Ostwand ist mit sieben hohen Spitzbogennischen aus Backstein verziert. Auf der Westseite werden diese durch den vorgesetzten Turm verdeckt. Am Ostgiebel wurde oberhalb der Fensterzone als dekoratives Horizontalband noch ein schwarzglasierter Rautenfries angeordnet. Rechts vom mittig langgezogenen Spitzbogenfenster mit verbleitem Rautenglas schließt sich ein späterer Anbau an.
Der schlanke Westturm wurde 1872 aus behauenen Feldsteinen errichtet. Das obere Geschoss mit dem Glockenstuhl, den Spitzbogenfenstern und Schallluken, den Schildgiebelblenden und die Spitzbogennischen mit den Kreuzen erhalten schon neugotische Elemente. Über dem spitzbogigen Eingangsportal mit Segmentbogen über der Eingangstür befindet sich ein großer Sandstein mit der Inschrift des damaligen Kirchenpatronats G. P. von Brocken 1872.
An der Nordseite der Kirche befindet sich die Grabkapelle mit der Familiengruft der Familie von Brocken, die mit der Kirche verbunden ist.

### Inneres
Ungewöhnlich reich ist die Ausstattung im Innenraum, den eine flache Holzbalkendecke abschließt.
Vom älteren, zerschnittenen Kirchengestühl blieben vier Stuhlwangen erhalten. Die Kopfenden wurden mit eingeschnittenen Engeln und Rosetten sowie mit den eingeschnittenen Grabowschen (Magdalene Grabowen) und Baroldschen (Clawes Barold) Wappen von 1606 geschmückt. Auch von den 25 Ölgemälden, die der Domänenrat von Brocken vor 1900 kaufte und der Kirche schenkte, sind heute noch zwei Bilder vorhanden: der Kalvarienberg und die Kreuzigungsgruppe mit der Büßerin aus dem 18. Jahrhundert.
Rechts vom Mittelfenster der Ostwand hängt das Ende des 16. Jahrhunderts geschaffene Holzepitaph, auf dem neben der gemalten Kreuzigung kniend fünf männliche und vier weibliche Figuren der Stifter der 1746 ausgestorbenen Familie von Barold zu sehen sind. Die an beiden Rändern des Epitaphs gemalten Wappen sind von den Familien Barold, Stockfleth, Pinow, Linstow, Kardorff, Adrum, Oldenburg, Smecker, Zepelin und Restorff.
Einige der Beicht- und Betstühle sind mit gemalten Wappen der Patronatsfamilien versehen. An der Südwand hängen geschnitzte Wappen der Familie von Brocken und des niederländischen Königshauses Oranien.

#### Altar

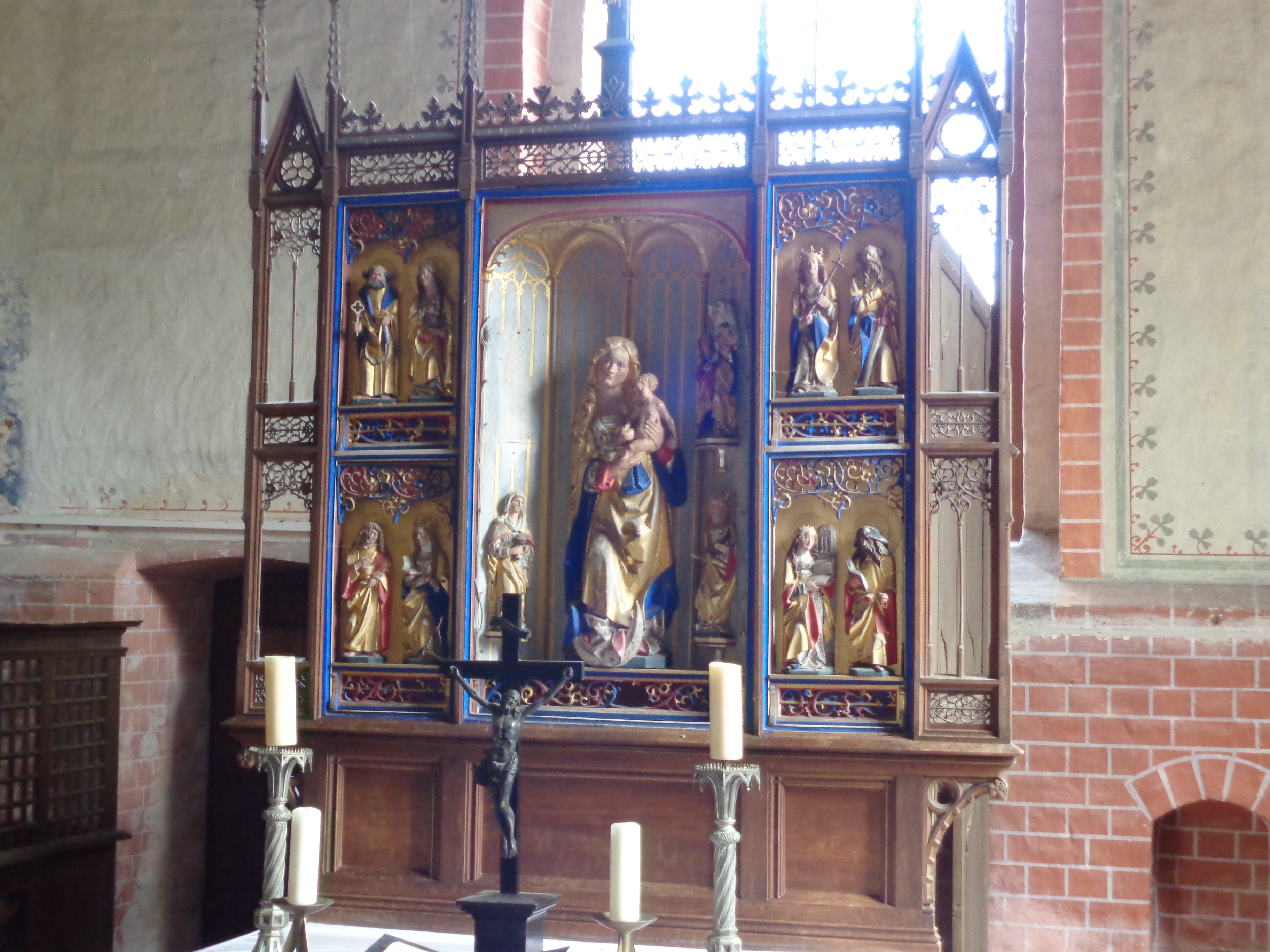
Marienaltar (2015)

Das geschnitzte Altarretabel aus dem ausgehenden 15. Jahrhundert ist eigentlich ein klappbares Triptychon (Flügelaltar). Es wurde 1698 restauriert und erhielt 1860 einen starren neugotischen Rahmen.
Das Mittelfeld enthält in der vertieften Mitte eine Madonna mit Kind in großer Darstellung. Die Seiten der Mitteltafel sind abgeschrägt und quer geteilt und enthalten an jeder Seite auf Konsolen zwei übereinander stehende kleinere Statuen: auf der rechten Seite eine Anna selbdritt mit der heiligen Anna, Maria neben sich und dem Christuskind auf dem Arm sowie die heilige Agnes mit einem offenen Buch. Auf der linken Seite die heilige Maria Magdalena mit einem Salbgefäß. Oben links war eine Gnadenstuhl-Statue, die heute fehlt. Die Flügel des Altars sind quer und senkrecht geteilt, und jedes Fach enthält jeweils eine weibliche und eine männliche Heiligenfigur. Im linken Flügel stehen von oben nach unten: Simon Petrus mit dem Schlüssel in der rechten Hand (der Schlüsselbart ist abgebrochen) und Dorothea (Heilige) mit Korb; darunter Johannes (Evangelist) und die gekrönte Katharina von Alexandrien mit offenem Buch. Im rechten Flügel stehen von oben nach unten: die gekrönte Margareta von Antiochia mit einem kleinen Kreuz in der Hand und Paulus von Tarsus mit einem Schwert; darunter Barbara von Nikomedien mit dem Turm neben sich und Jakobus der Ältere mit Pilgerhut und offenem Buch.
Der Goldgrund und seine Verarbeitung an den Hinterwänden des Altars sind vergleichbar mit dem Hochaltarretabel in der Stiftskirche Bützow von 1503.
Die beiden Rückwände der Flügel sind mit einer großen Figur bemalt, wohl 16. Jahrhundert, schlecht erhalten. Auf der rechten Seite wurde Johannes der Täufer mit dem Lamm auf einem Buch im Arm und auf der linken Seite Maria mit dem Christuskind auf dem Arm dargestellt.

#### Kanzel
Die Renaissancekanzel mit Aufgang und dem Beicht- und Küsterstuhl sind aus der Zeit um 1700. Die Bemalung und Übermalung der einzelnen Felder an der Kanzel und am Treppenaufgang mit den Aposteln und Evangelisten erfolgte wohl Ende des 19. Jahrhunderts.
Unter der Kanzel befindet sich am Kanzelfuß noch das 84 cm hohe Relief der Heiligen Maria Magdalena aus Eiche in sandsteinimitierender Farbe überfasst, gefertigt um 1480–1490 in einer Rostocker Werkstatt.

#### Glocke

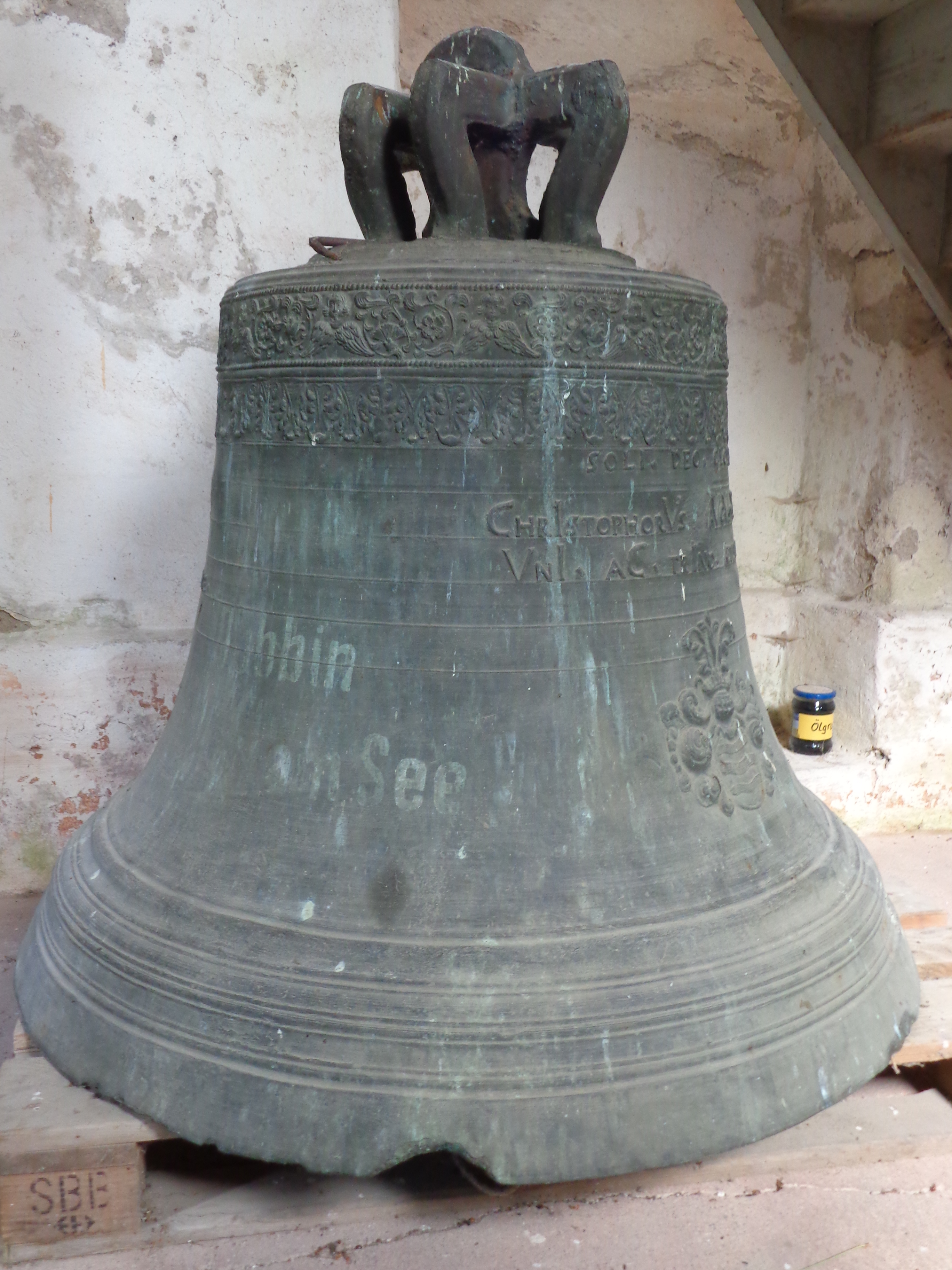
Bronzeglocke von 1728

Im Turm hingen einst zwei Glocken. Die größere von 1,70 m Durchmesser hatte 1728 Michael Begun in Friedland (Mecklenburg) gegossen. Die Inschrift auf dem Mantel lautet:
Die in der Inschrift herausgehobenen einzelnen Buchstaben ergeben zusammengezogen als lateinische Zahl die Jahreszahl des Gusses, 1728. Ein solches Chronostichon als Chronogramm in Versform ist eine kostbare Seltenheit. Der Hals der Bronzeglocke ist mit feinen Pflanzenornamenten und pausbäckigen Engeln dekoriert. Diese Bronzeglocke wurde 2002 im Turm abgestellt, weil sie gerissen ist. Sie wurde 1728 von Christoph August von Barold gestiftet.
Die zweite kleinere, auch von Michael Begun gegossene Glocke wurde 1872 in Wismar umgegossen. Auf dem Mantel hatte sie folgende Inschrift in kleineren und größeren lateinischen Unzialen:
Darunter das Wappen der Barold.
Diese Glocke kam zu Kriegszwecken auf den Glockenfriedhof in Hamburg-Veddel.
Der sächsische Glockensachverständige Gerd Schlesinger aus Schwarzenberg/Erzgeb. kaufte im Hunsrück eine kleine Stahlglocke, die einst in der katholischen St.-Josephs-Kirche bei Frankfurt am Main hing. Er schenkte die St.-Joseph-Glocke von 1922 der Dobbiner Kirche, wo sie seit dem Erntedankfest 2001 läutet.

#### Orgel

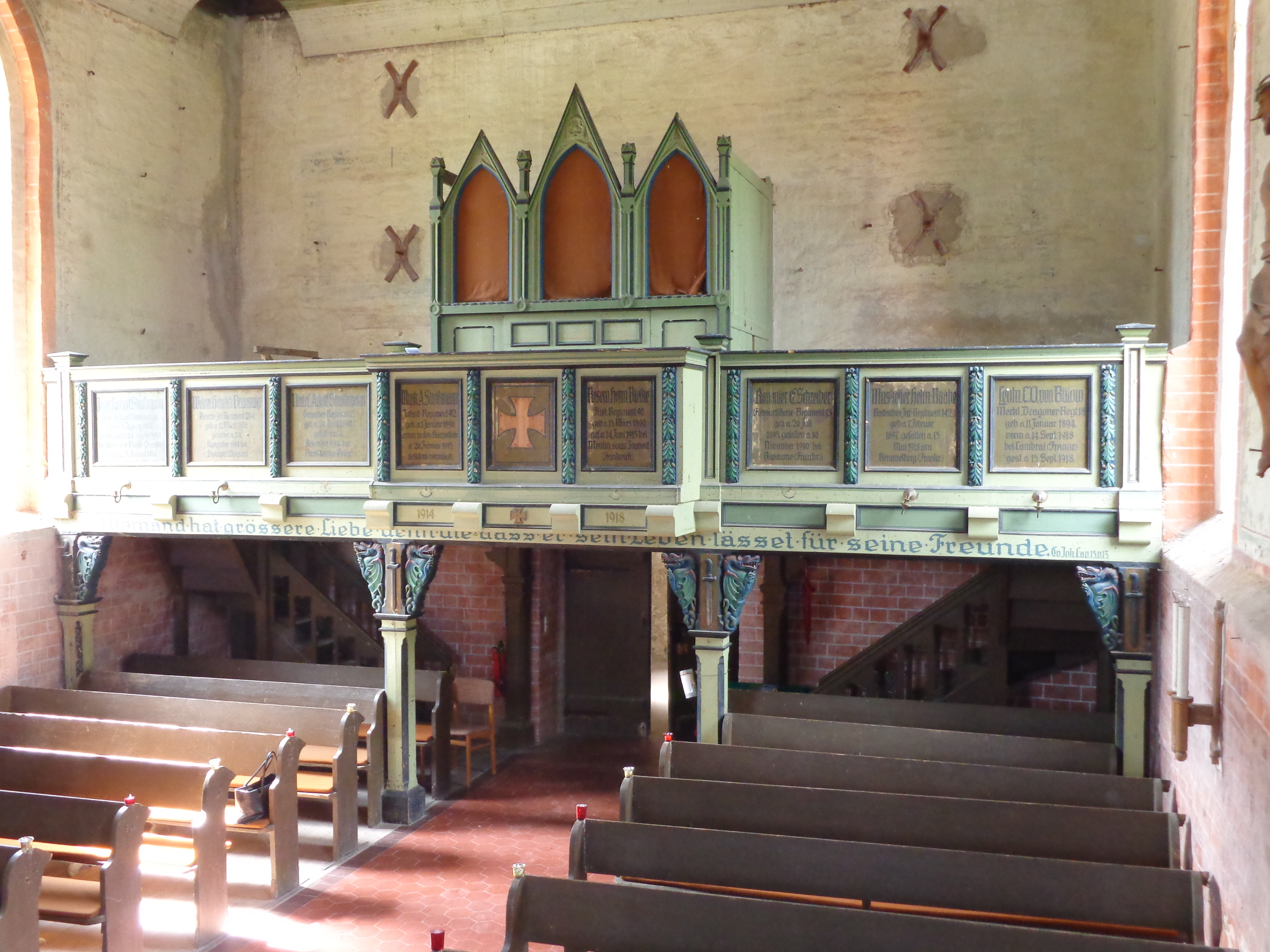
Orgelempore (2015)

Die schon seit Kriegsende unbespielbare Orgel (I/P/5) wurde 1901 durch Carl Börger aus Gehlsdorf auf der Westempore in einem flachen neugotischen Gehäuse mit drei spitzgiebligen Feldern gebaut. Die sichtbaren Zerstörungen sind deutlich; alle Holzpfeifen, Metallpfeifen und Prospektpfeifen fehlen und Holzteile sind stark vom Holzwurm befallen.

#### Orgelempore
Nach dem Ersten Weltkrieg ließ das niederländische Königshaus die gesamte Orgelempore zu einer Heldengedenkstätte umbauen. Die Kopfbänder der viereckigen Holzsäulen wurden mit Drachenköpfen und Schwertern verkleidet. Diese etwas problematischen Zeitzeugen der Vergangenheit stehen hier im Widerspruch mit der liturgischen Kirchenausstattung.

### Grabkapelle

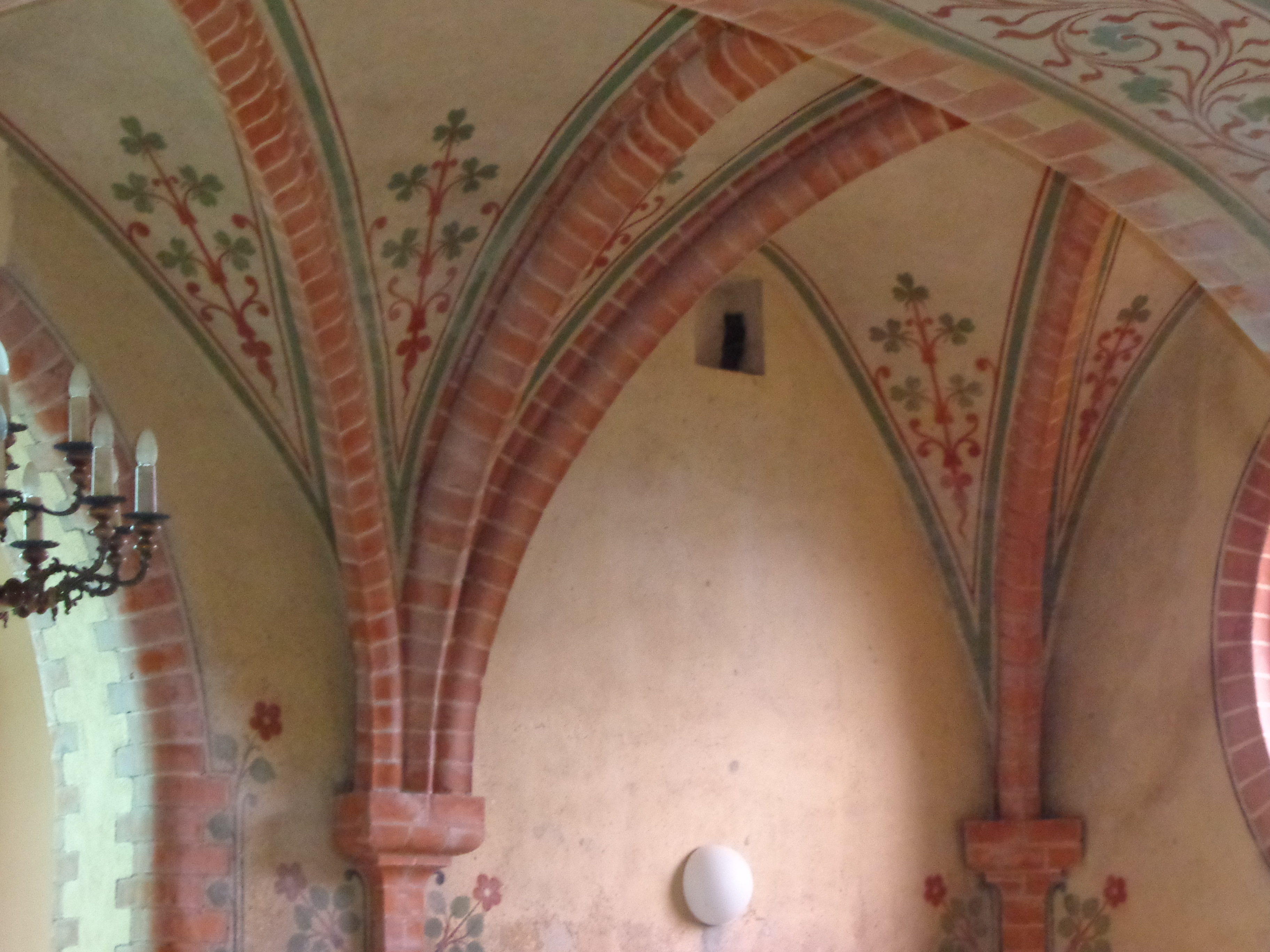
Grabkapelle der Brocken (2015)

An der Nordseite der Kirche befinden sich die Familiengruft und die Grabkapelle der Familie von Brocken. Über Jahrzehnte in der Bauunterhaltung stark vernachlässigt, wurden 1991 im Keller der Ruine die vier Särge der dort bestatteten Verstorbenen aufgebrochen. In der Chronik schrieb Pastor Sigurd Havemann dazu: „Ein Dobbiner Kirchenältester rief mich an und sagte, im Keller unter der Grabkapelle seien Särge offen, und weil der Eingang zerstört sei, würden die Dorfkinder darin herumklettern. Ich fuhr mit einer Taschenlampe von Krakow nach Dobbin. Seitwärts der Grabkapelle war eine Wendeltreppe, die in den Keller führte. Die Wände waren zerstört, das Ganze mit Holunder zugewuchert. Ich kletterte also nach unten. In dem dunklen, nassen Raum sah ich vier Särge, die meisten aufgebrochen, dazu ein Kindersarg. Die Deckel waren verschoben, so dass ich hineinsehen konnte. Ich sah Menschenschädel, dazu Körperteile und Kleidung, vieles davon war nicht verwest. Ich schrieb ab, was an Inschriften auf den Stirnseiten der Särge zu lesen war. Es waren zwei Ehepaare, zwei Generationen derer von Brocken, die einst Gutsherren in Dobbin waren. Zu Hause kontrollierte ich das Geschriebene: Auf den Tag genau (!!!) waren es 100 Jahre, dass der letzte Tote verstorben war und ich nun vor seinem Sarg stand.“
- Domänenrat Georg Philipp von Brocken auf Hohen Luckow und Dobbin, * 10. Juli 1798 in Lübeck, † 7. Juli 1878 in Dobbin; Sophie, geb. von Schmidt * 11. April 1800, † 12. Mai 1889 in Dobbin.
- Georg von Brocken auf Hohen Luckow und Dobbin, * 7. September 1828 in Bauerkuhl, † 1. Juni 1891 in Dobbin; Ida Karoline, geb. Freiin von Fritsch, * 20. Juli 1833 in Weimar, † 14. Mai 1905 in Berlin.

Da keine Nachkommen der Familie von Brocken ermittelt werden konnten, wandte sich Pastor Havemann an die Mecklenburgische Genossenschaft des Johanniterordens, weil Georg v. Brocken Ordensritter gewesen war. Die Johanniter halfen bei der Umbettung in vier neue Särge, die nach einem Gedenkgottesdienst auf dem Friedhof vor der Grabkapelle in zwei Grabstellen beigesetzt wurden. Vor den Gräbern steht nun ein riesiger Stein aus der hiesigen Feldmark mit der eingemeißelten Inschrift Familie von Brocken 1853–1901.
Nach einer ersten Ortsbesichtigung mit der Denkmalpflege im Dezember 2000 und einer Bestandsaufnahme mit Schadensdokumentation im April 2001 begann die Architektin Romy-Marina Metzger aus Groß Uphal im Februar 2002 mit der Entwurfsplanung zur Sanierung der ehemaligen Grabkapelle. Neben der Dacherneuerung wurden die Fassaden und das Trauf- und Sockelmauerwerk saniert. Die Rundfenster mit den gusseisernen Sprossen wurden verglast, das in hervorragender Steinmetzarbeit gefertigte Wappen derer von Brocken im Giebeldreieck gereinigt. Die Einhausung des Kellerniederganges erfolgte mit einem Stahl-Glas-Anbau. Im Innern der Kapelle wurden die Wand- und Deckenmalereien aus dem 19. Jahrhundert restauriert und der mosaikartige Fliesenfußboden erneuert. In der Nordnische wurde der zerstörte Blockaltar mit seinem Rundstabprofil an den Ecken wieder aufgemauert und der noch erhalten gebliebene Kronleuchter restauriert. Mitten in der Kapelle befindet sich noch eine Grabplatte.
Nach Abschluss der Sanierungsarbeiten wurde die Kapelle im Juli 2003 der Gemeinde Dobbin-Linstow für weltliche Beerdigungen übergeben.

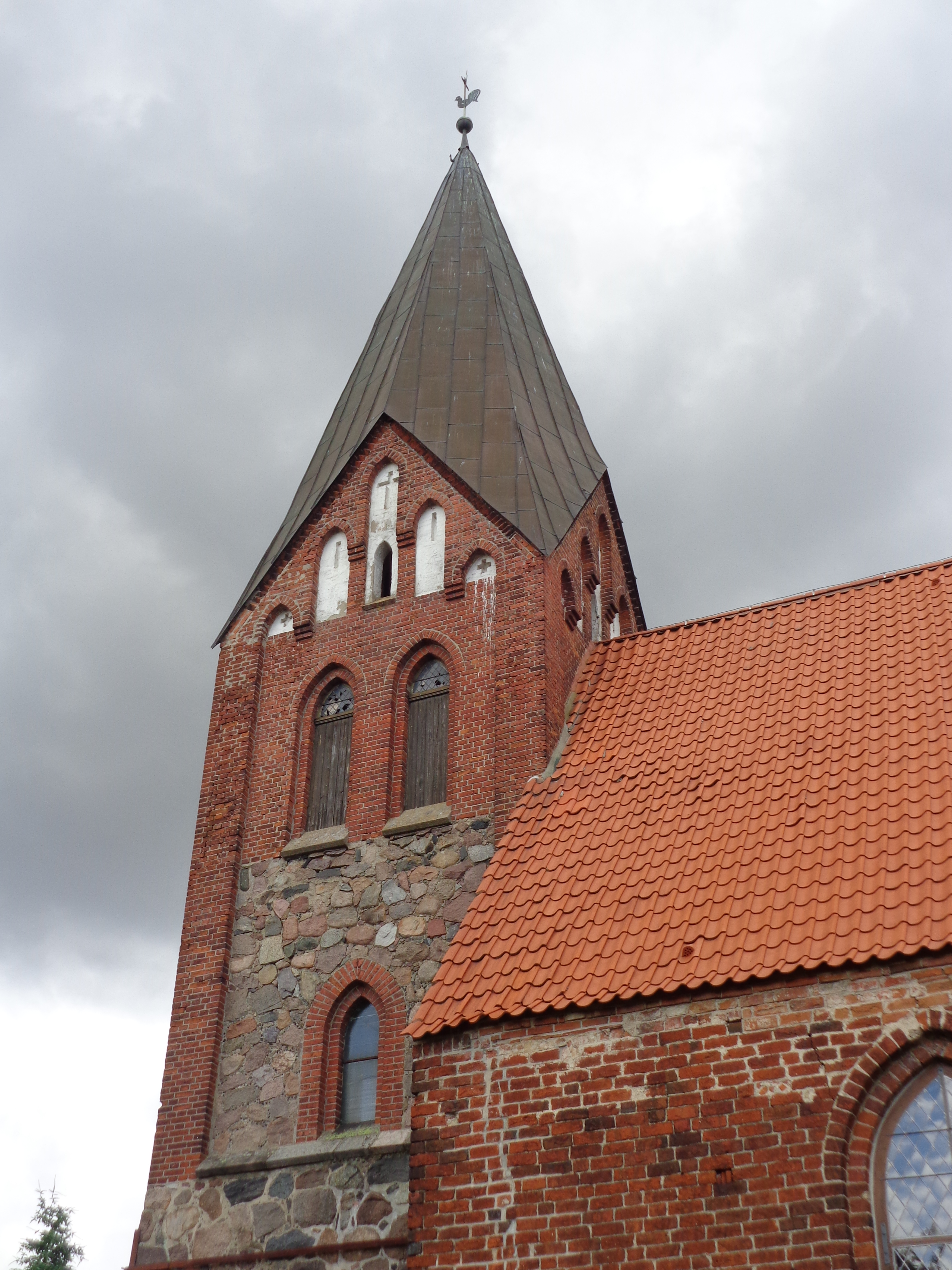
Kirchturm, Südseite
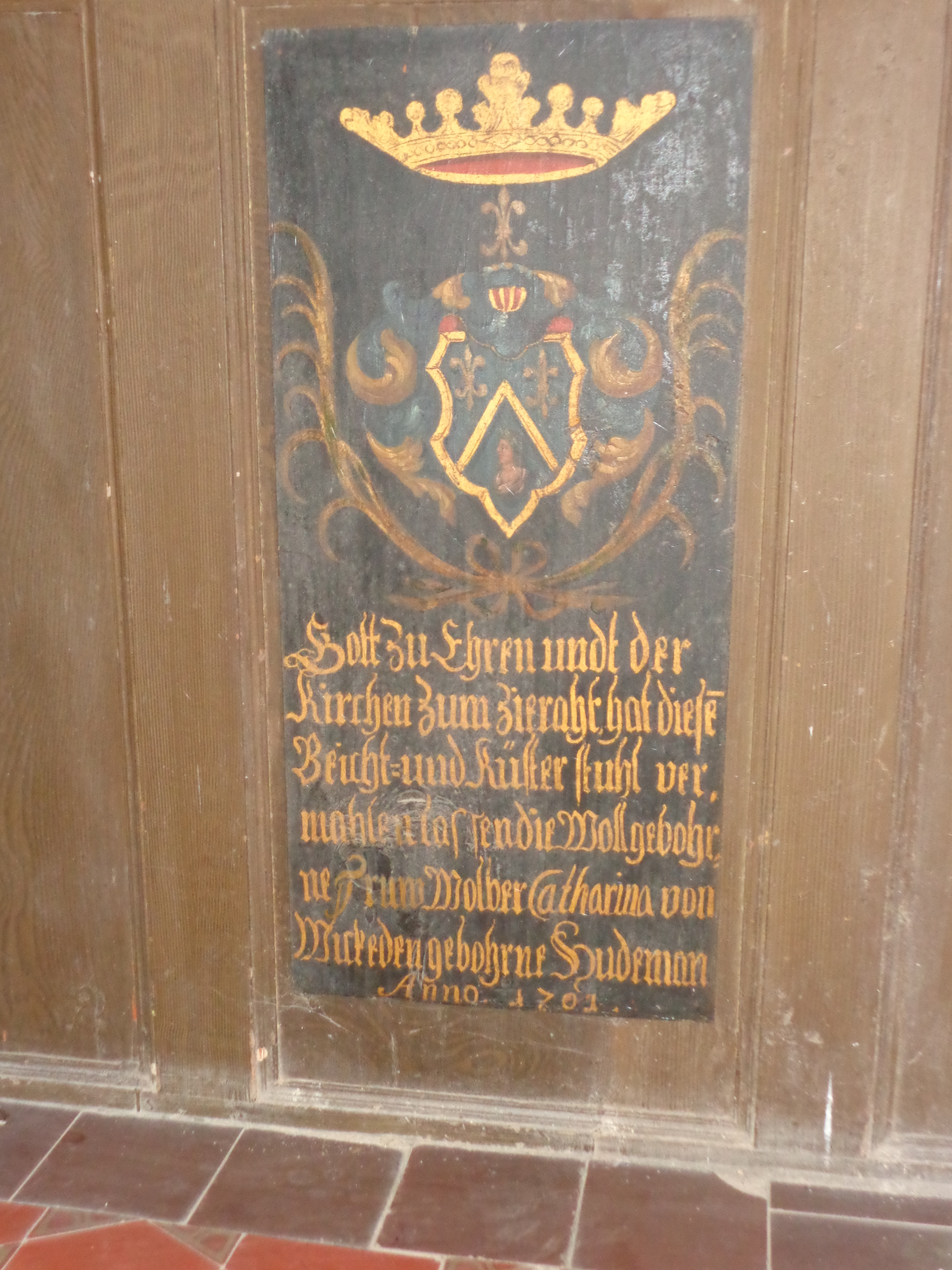
Beicht- und Küsterstuhl (1701)
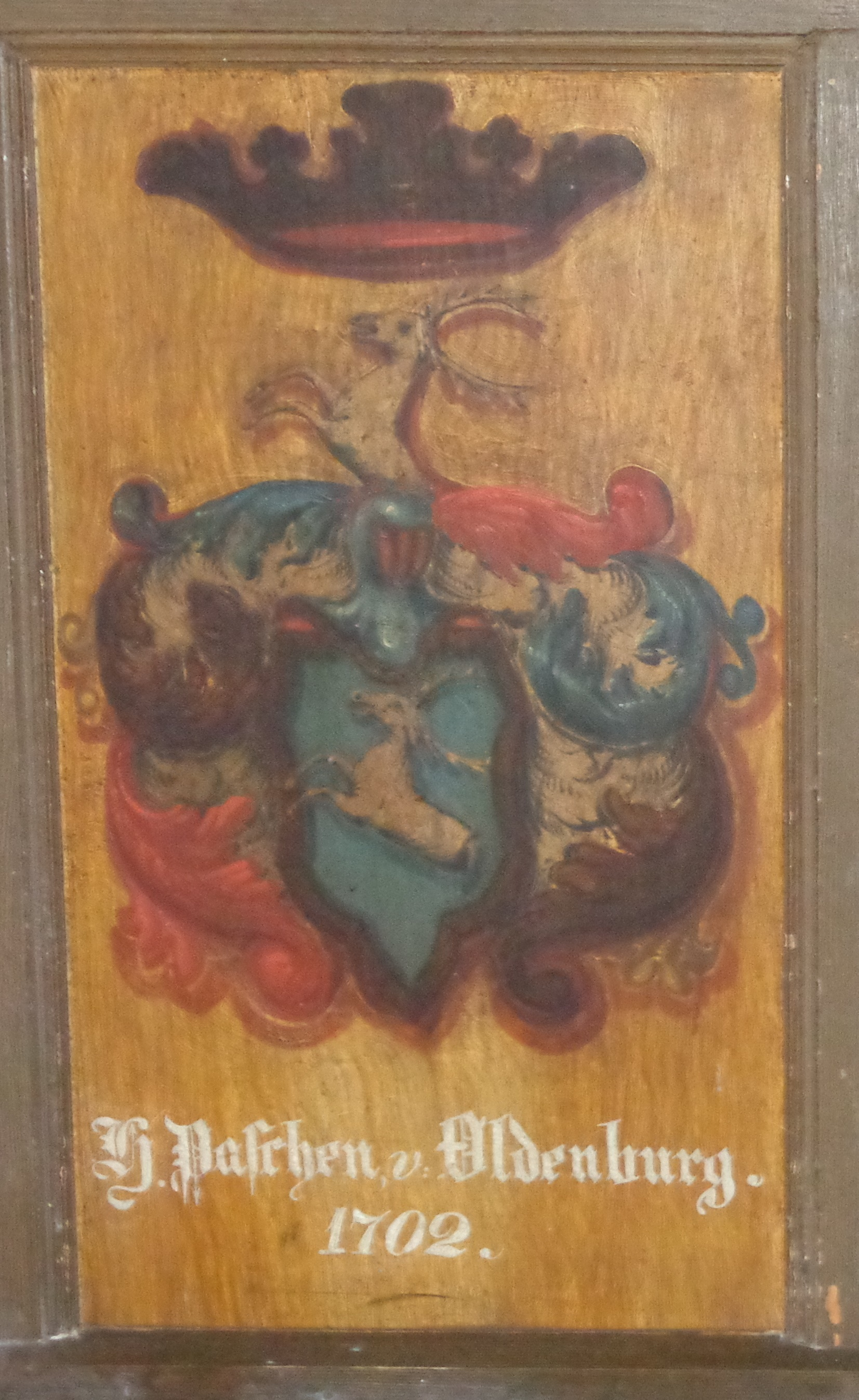
Paschen v. Oldenburg (1702)

## Pastoren

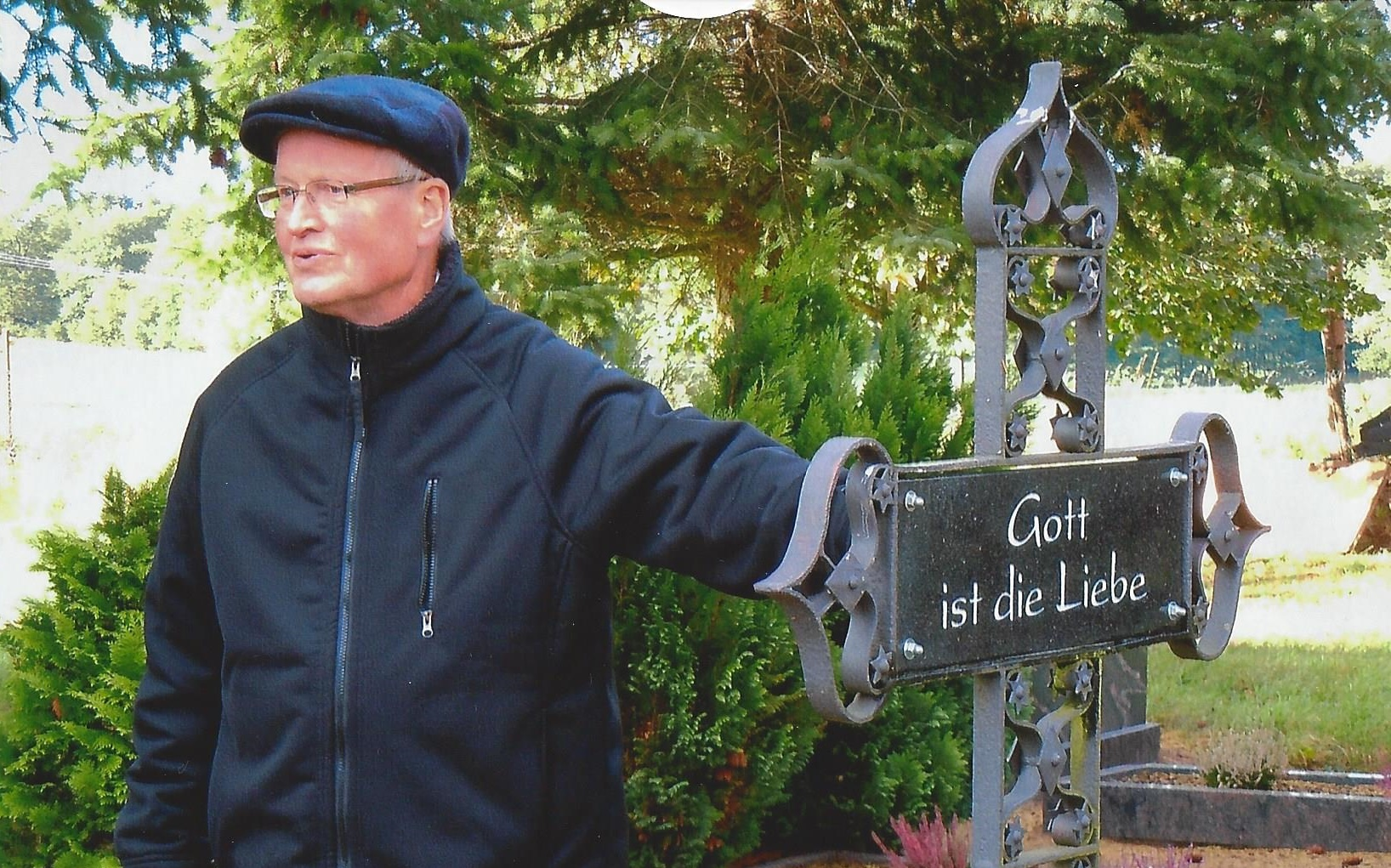
Pastor Havemann

Namen und Jahreszahlen bezeichnen die nachweisbare Erwähnung als Pastor.
- 1520–1527 Urban Schwassmann
- 1527–1534 Vakanz
- 1534–1541 Johann Domer (vom Güstrower Propst als Kaplan eingesetzt)
- 1541–1549 Johann Babe
- 1549–1564 Johann Rosenthal (in Kieth)
- 1564–1572 Vakanz
- 1572–1576 Mathias Sydow
- 1576–1625 Joachim Willich (Willicke) nach 49 Jahren als alter Mann vertrieben.
- 1625–1637 Andreas Duncker
- 1637–1663 Vakanz (A. Duncker in Krakow)
- 1663–1686 Heinrich Alwart
- 1686–1692 Vakanz
- 1692–1731 Johannes Arendt
- 1732–1737 Vakanz (Zansen, Scheiner in Krakow, Schröder in Serrahn)
- 1737–1758 Paschen Hane
- 1758–1759 Enoch Heinrich Brummerstädt (in Serrahn)
- 1760–1766 Johann Gottfried Hommel
- 1766–1781 Johann Christoph Bühring (in Kieth)
- 1781–1807 Ernst Schondorff (in Serrahn)
- 1808–1843 Eberhardt Walter (in Serrahn)
- 1844–1852 Franz Ludwig Werner (in Serrahn)
- 1852–1858 Carl Wilhelm David Plass (in Serrahn)[37]
- 1857–1859 Ludwig Schrönn (in Kieth)
- 1859–1870 Carl Dettmann (in Kieth)
- 1870–1878 Johannes Hurtzig (in Kieth)
- 1879–1906 Karl Techel
- 1907–1916 Kittel (in Kieth)
- erwähnt 1936 Theek (in Kieth)
- 1968–1980 Dietrich Waack (in Krakow)
- 1981–2005 Sigurd Havemann (in Krakow)
- 2018 aktuell Christoph Reeps (in Krakow)

## Heutige Kirchengemeinde
Die Kirchengemeinde Krakow am See gehört zum Kirchenkreis Mecklenburg in der Nordkirche. Zur Gemeinde gehören die Kirchen in Linstow, Karow, Dobbin, Alt-Sammit und Krakow.

## Heutige Nutzung
Einmal im Jahr wird die Kirche für einen sonntäglichen Gottesdienst genutzt. Der Bürgermeister veranstaltet eine Adventsmusik. Am Heiligen Abend kommen die Dobbiner in der Kirche zusammen. Manche Ehepaare feiern dort den 25. Hochzeitstag.

### Gedruckte Quellen
- Mecklenburgisches Urkundenbuch (MUB)
- Mecklenburgische Jahrbücher (MJB)

### Ungedruckte Quellen
Landeshauptarchiv Schwerin (LHAS)
- LHAS 1.5-4/3 Urkunden Kloster Dobbertin.
- LHAS 3.2-3/2 Landeskloster/Klosteramt Malchow. Nr. 225 Grenzbesichtigungen und Grenzregulierungen 1763.
- LHAS 5.12-7/1 Mecklenburg-Schwerinsches Ministerium für Unterricht, Kunst, geistliche und Medizinalangelegenheiten. Nr. 4686 Stellen- und Diensteinkommen. Nr. 8040 Emeritierung der Geistlichen der Pfarre zu Kieth/Dobbin 1907–1919.
- LHAS 10.09.L/06 Personennachlass Lisch, Friedrich. Nr. 986 Vier Briefe von Carl Wilhelm David Plaß, Pastor in Serrahn mit selten gewordenen unleserlichen Actenstücken.

Landeskirchliches Archiv Schwerin (LKAS)
- LKAS, OKR Schwerin, Pfarr- und Dorfchroniken aus Mecklenburg, Nr. 064a, 064b Chronik der Gemeinde St. Marien zu Dobbin (auch Gurtschronik) mit Zitlitz 1853–1906, 1852–1936.
- LKAS, OKR Schwerin, Specialia Abt. 1., Nr. 1 Kirchenvorsteher 1857–1879, Nr. 3 Bestellung Prediger 1766–1935, Nr. 6 Organist und Küster 1918–2002, Nr. 12 Bauten und Reparaturen der Kirche und Pfarrgebäude 1773, Nr. 13 Bausachen 1950–1990, Nr. 14 Orgel 1858–1947, Nr. 15 Kirchhof 1857–1997. Nr. 001–010 Bauzeichnungen und Pläne.
- LKAS, OKR Schwerin, Mecklenburg-Schwerinsches Finanzministerium, Abt. für Hochbau, Patronatsbauakten. Nr. 99. Dobbin, Bauten und Reparaturen an den geistlichen Gebäuden zu Dobbin, mit Rissen Altar 1867, Kirche 1886, Durchbau Küsterhaus 1881, Orgelprospekt 1901, Kirche und Altar 1913, 1914. Nr. 100. Dobbin, Bauten und Reparaturen 1922–1936.
- LKAS, OKE Schwerin, Bauzeichnungen und Pläne kirchlicher Bauten, Nr. 49. 10 Blatt Karten und Risse.
- LKAS, OKR Schwerin, Gemeindeberichte 1852–1974.

Landesamt für Kultur und Denkmalpflege Mecklenburg-Vorpommern (LAKD)
- Abteilung Landesdenkmalpflege, Archiv, Dobbin, Nr. 1815.

Landesbibliothek Mecklenburg-Vorpommern
- Carl Wilhelm David Plass: Schriftliche Arbeiten und Lebensbeschreibungen der Pastoren und Schulmeister-Küster von Dobbin. (Eigenthum der Kirche zu Dobbin 1857, lagernd im Küsterhaus oder Kirchensacristei) Dobbin.
- Carl Wilhelm David Plass: Lebensbeschreibung der Pastoren und Küster von Dobbin und Zitlitz, wo möglich von ihnen selbst. Dobbin 1857–1935.
- Bruno Theek: Aus der Chronik des Dorfes und Gutes Dobbin, nach kirchlichen und sonstigen Aufzeichnungen. Vermutlich 1934, Kieth bei Krakow 1960.